# بهمن ۱۳۸۶
بهمن ۱۳۸۶، یازدهمین ماه سال ۱۳۸۶ هجری خورشیدی است.
آغاز آن دوشنبه، ۱ بهمن ۱۳۸۶ (۲۱ ژانویه ۲۰۰۸ میلادی) برابر  ١٢ محرم ۱۴۲۹ هجری قمری است. 